# 変形十二面体

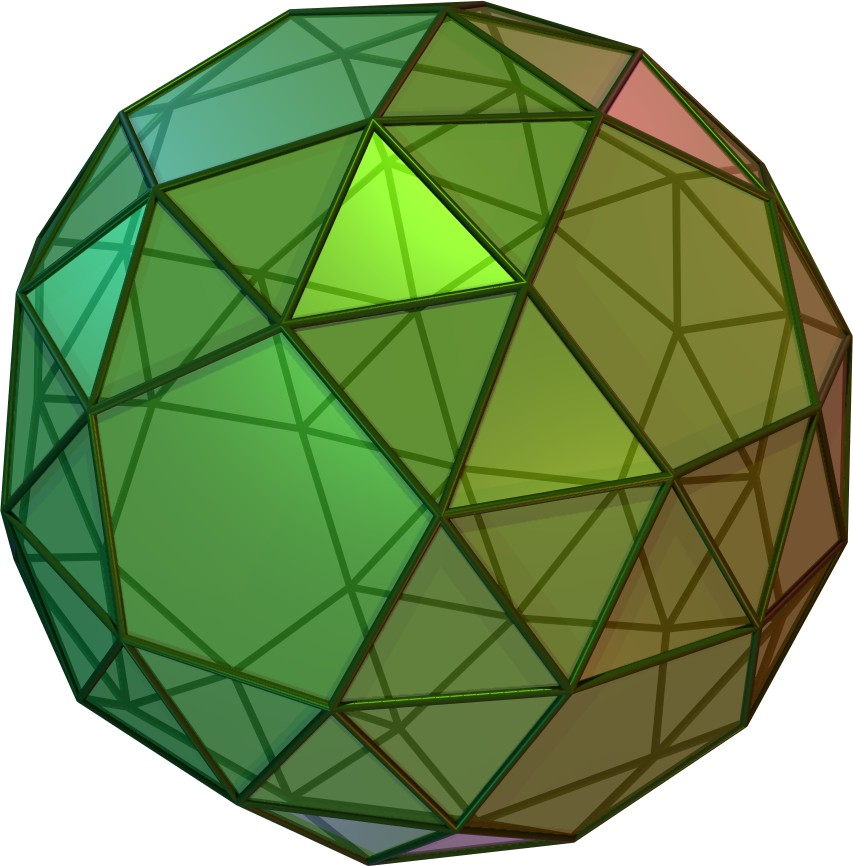
鏡像

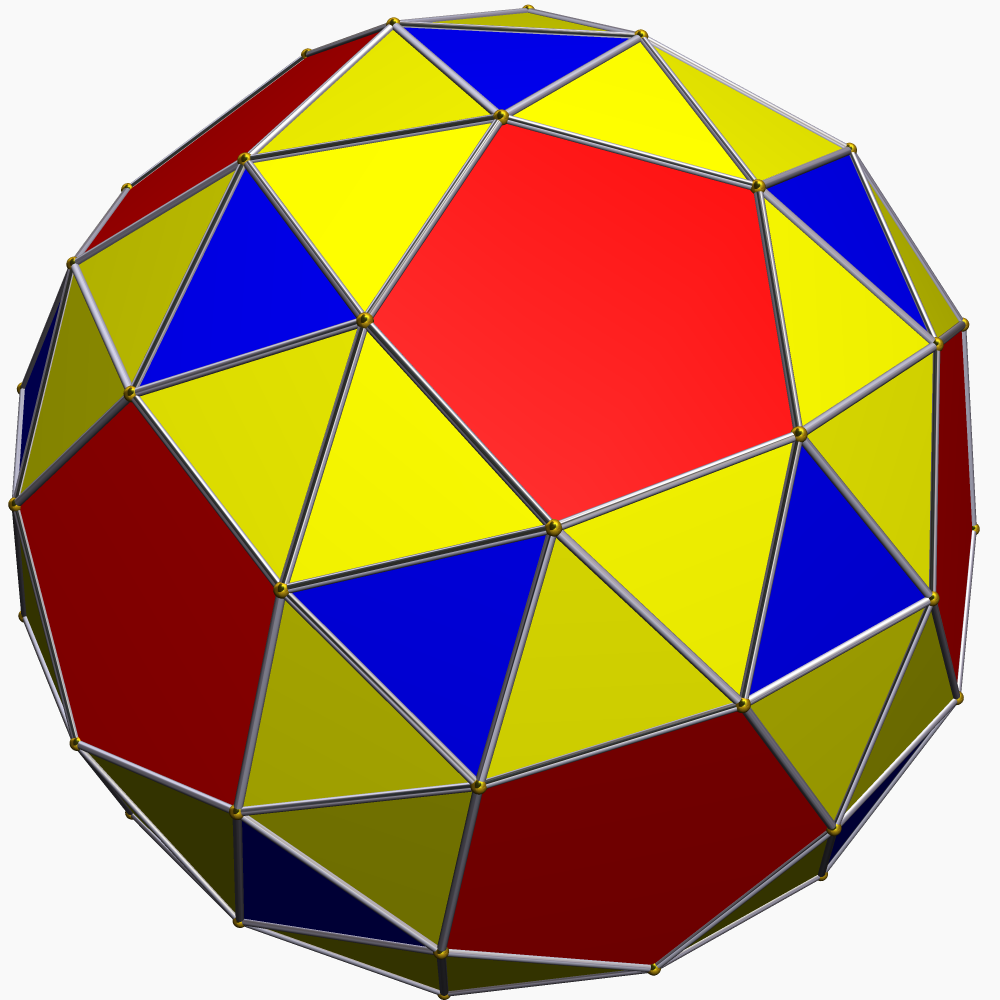
赤い面は正十二面体由来、青い面は正二十面体由来、黄色い面は変形面

変形十二面体（へんけいじゅうにめんたい、英: snub dodecahedron、ねじれ十二面体）または変形二十・十二面体（へんけいにじゅうじゅうにめんたい、英: snub icosidodecahedron）とは、半正多面体の一種であり、正十二面体の面をねじり、間に正三角形を入れたような立体である。キラルであり、ねじる方向により違いが現れる。正二十面体の面をねじる事によっても同じ図形を作ることができる。

## 性質
- 表面積: 1辺の長さをaとすると、{\displaystyle (20{\sqrt {3}}+3{\sqrt {25+10{\sqrt {5}}}})a^{2}}
- 外接球半径: 1辺の長さをaとすると、{\displaystyle {\frac {a}{12}}{\sqrt {6\left(27+7{\sqrt {5}}+{\sqrt[{3}]{20448+9140{\sqrt {5}}-12{\sqrt {7137+3192{\sqrt {5}}}}}}+{\sqrt[{3}]{20448+9140{\sqrt {5}}+12{\sqrt {7137+3192{\sqrt {5}}}}}}\right)}}}
- 捩り角: 13.1064033769358
- 半正多面体の中で最大の面の数を持つ（辺と頂点の数での最大は斜方切頂二十・十二面体となっている）

| 変形十二面体のデモンストレーション | 変形十二面体のデモンストレーション |
| ---------------------------------- | ---------------------------------- |
| 右ねじりの変形十二面体             | 左ねじりの変形十二面体             |

## この立体の不正確なものを枠に持つ立体

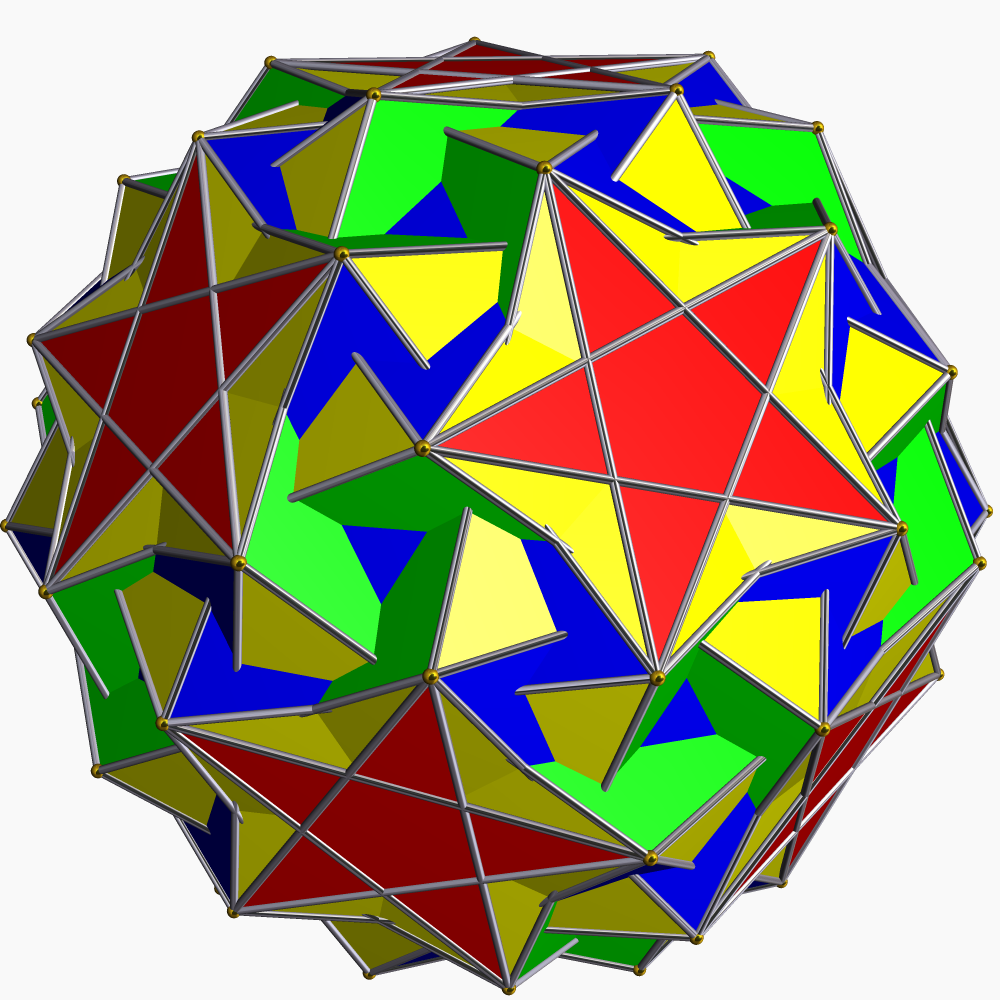
変形二十・十二・十二面体
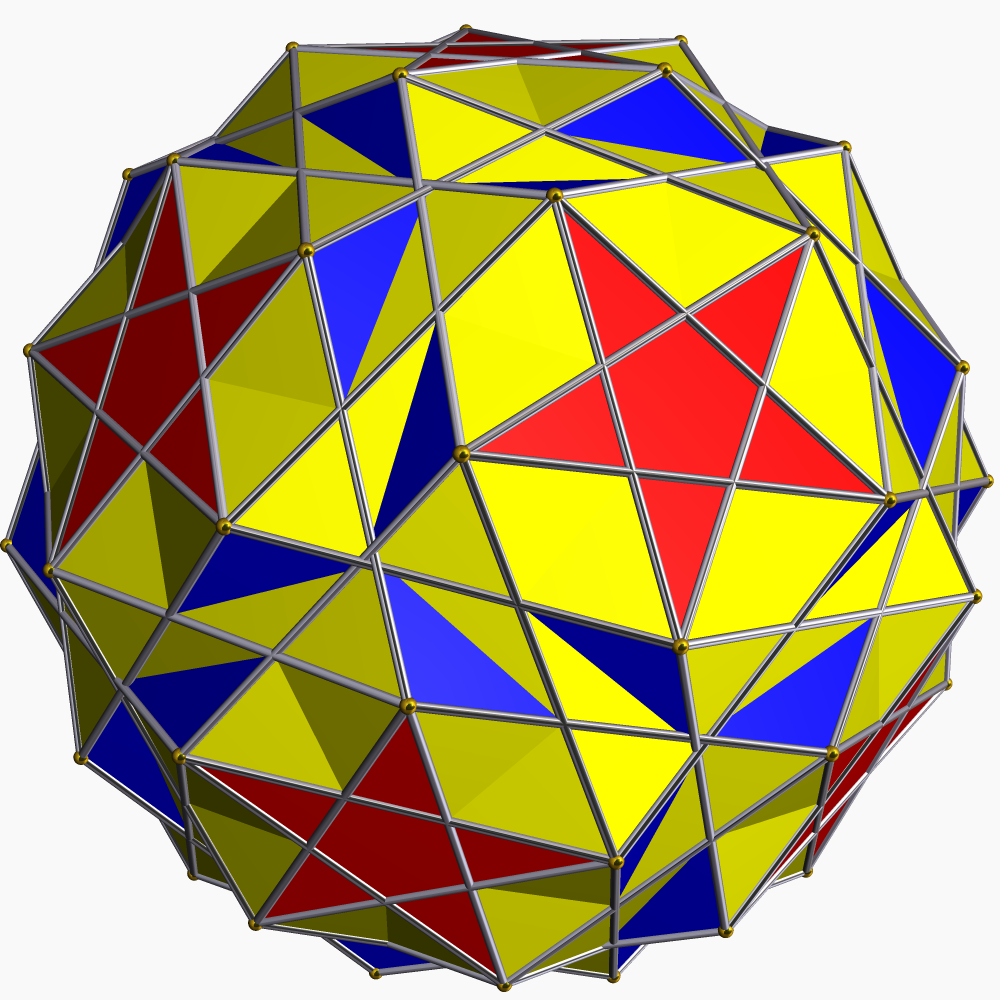
変形十二・十二面体
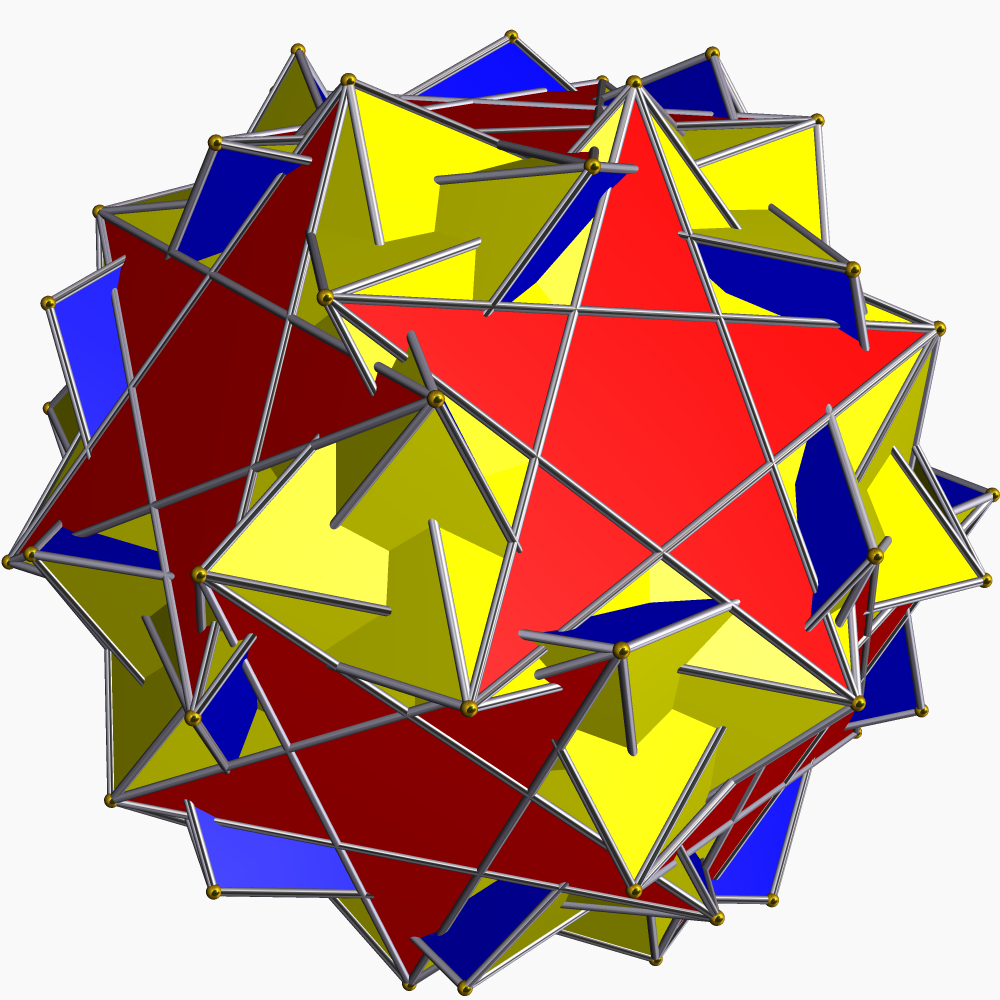
逆変形十二・十二面体
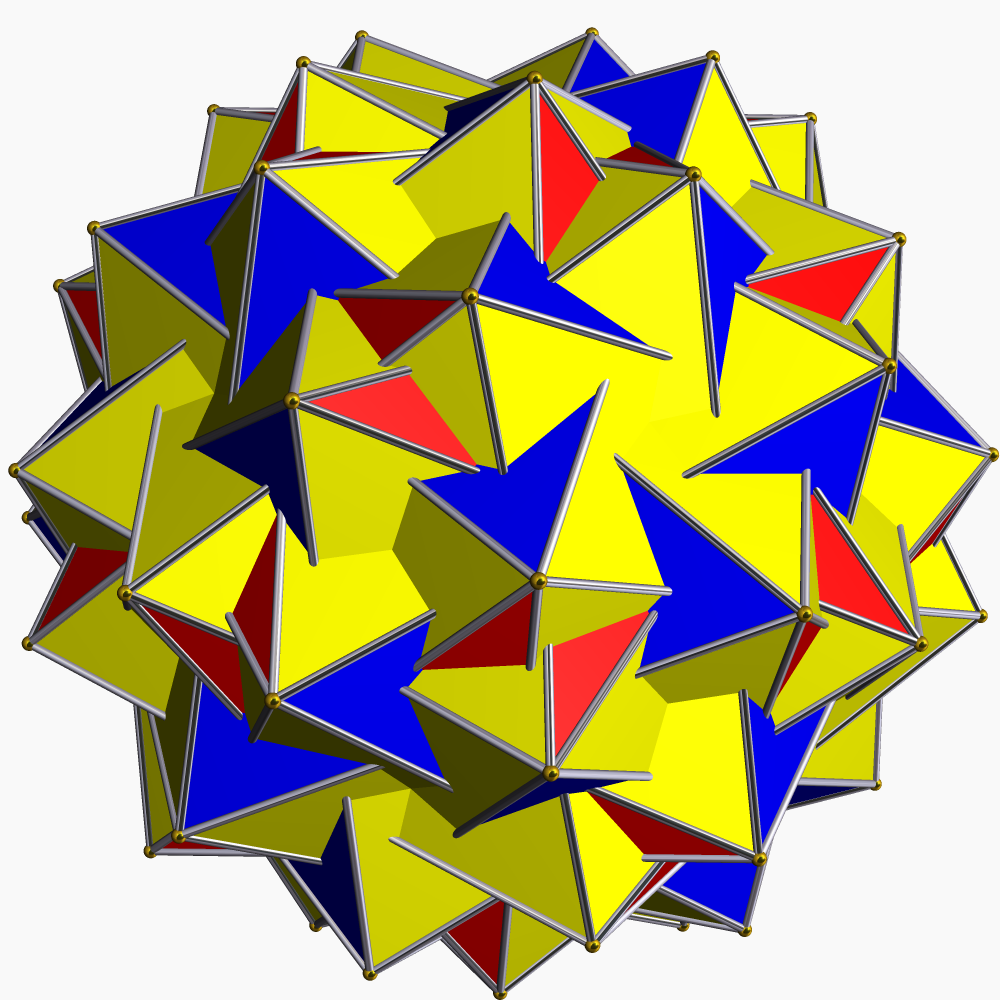
大変形二十・十二面体
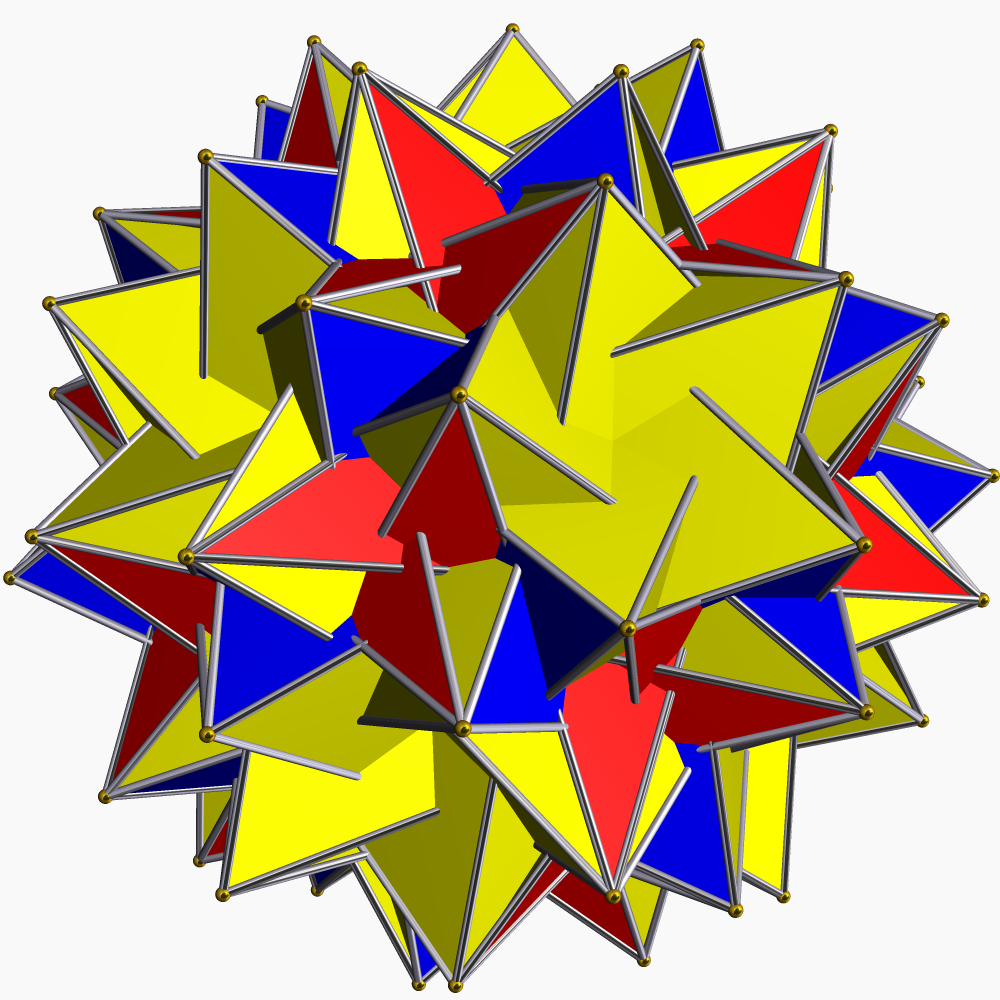
大逆変形二十・十二面体
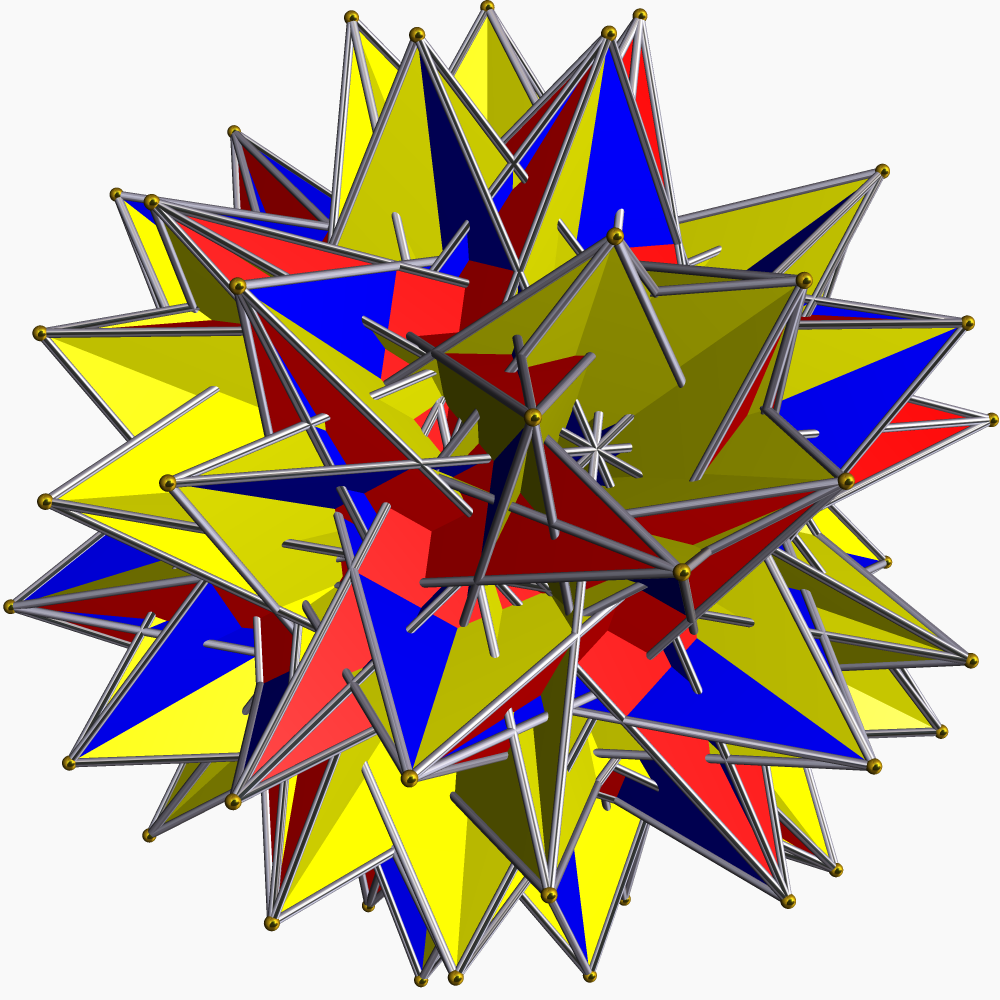
大反屈変形二十・十二面体

## 近縁な立体

正十二面体 {5, 3} （ベースとなる形1-1）
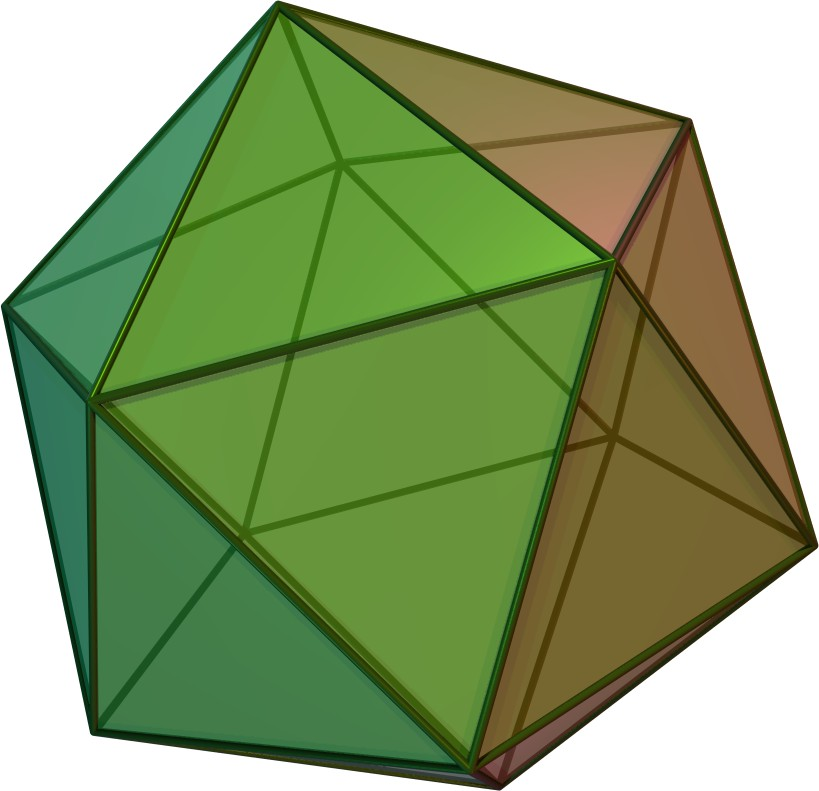
正二十面体 {3, 5} （ベースとなる形1-2）
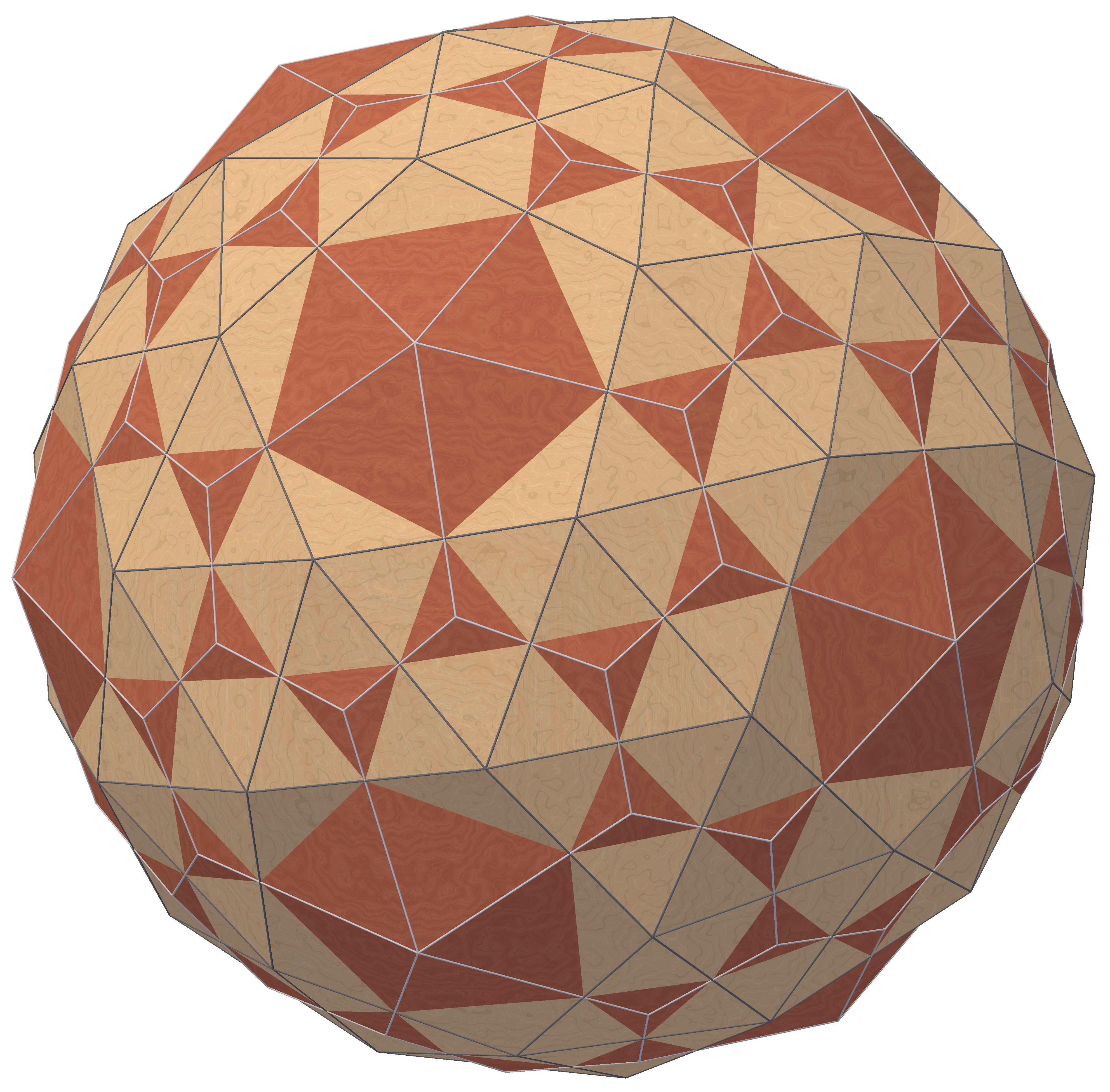
変形十二面体と五角六十面体による複合多面体